# Новоспасское городское поселение
Новоспа́сское городско́е поселе́ние — муниципальное образование в составе Новоспасского района Ульяновской области.
Административный центр — рабочий посёлок Новоспасское.

## Население
| 2010    | 2012    | 2013    | 2014    | 2015    | 2016    | 2017    |
| ------- | ------- | ------- | ------- | ------- | ------- | ------- |
| 13 252  | ↘13 141 | ↘13 071 | ↘12 974 | ↘12 914 | ↘12 907 | ↘12 808 |
| 2018    | 2019    | 2020    | 2021    |         |         |         |
| ↘12 749 | ↘12 676 | ↘12 628 | ↗12 887 |         |         |         |

## Состав городского поселения
В состав поселения входят 8 населённых пунктов.
| № | Населённый пункт | Тип населённого пункта                  | Население |
| - | ---------------- | --------------------------------------- | --------- |
| 1 | Зыково           | деревня                                 | 104       |
| 2 | Малая Андреевка  | деревня                                 | 568       |
| 3 | Маловка          | деревня                                 | 34        |
| 4 | Новое Томышево   | село                                    | 579       |
| 5 | Новоспасское     | рабочий посёлок, административный центр | ↗10 780   |
| 6 | Рокотушка        | деревня                                 | 285       |
| 7 | Суруловка        | село                                    | 580       |
| 8 | Юрьевка          | деревня                                 | 27        |

## Местное самоуправление
Глава поселения — Муранов Владимир Александрович.